# Kerivoula smithii
Kerivoula smithii — вид рукокрилих родини Лиликові (Vespertilionidae).

## Поширення
Країни поширення: Камерун, Демократична Республіка Конго, Кенія, Нігерія, Уганда. Вид був записаний на висотах від 900 до 2800 м над рівнем моря. Мешкає в кількох типах лісів, включаючи низинні й гірські вологі тропічні ліси, сухі тропічні ліси і болотні ліси. Для сну може використовувати гнізда птахів і дупла дерев. 

## Загрози та охорона
Здається, немає серйозних загроз для цього маловідомого виду. Поки не відомо, чи вид присутній у котрійсь із природоохоронних територій.